# Арамейская литература
Арамейская литература — памятники письменности на арамейском языке. 
Ранние тексты относятся к IX—VIII векам до н. э. На арамейском языке были написаны некоторые отрывки из Библии и иудейские таргумы. Кроме того, существует ещё большое количество памятников на диалектах самаритян, мандейцев и пальмирцев, также принадлежащих к арамейской группе семитско-хамитской языковой семьи. Язык Талмуда сильно перемешан с арамейскими элементами. 
В IX веке н. э. была вытеснена арабской литературой, однако в Средневековье продолжали создаваться произведения на арамейском языке.